# Djursholm
Djursholm este un oraș în Suedia.

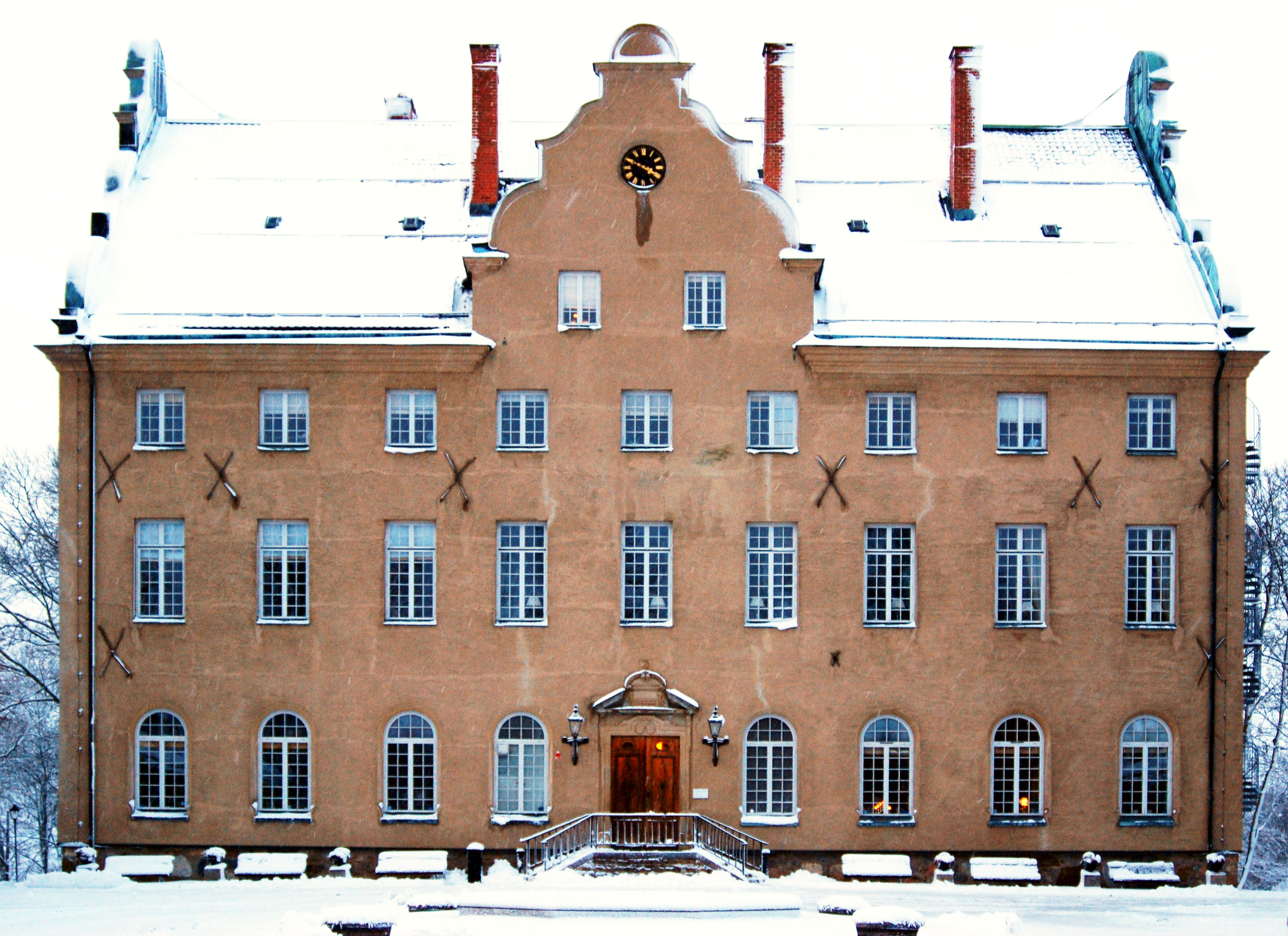
Castelul

Populația este de 9.100 locuitori, determinată în 2012.